# Fuseau de sommeil
 (décembre 2014).
Si vous disposez d'ouvrages ou d'articles de référence ou si vous connaissez des sites web de qualité traitant du thème abordé ici, merci de compléter l'article en donnant les références utiles à sa vérifiabilité et en les liant à la section « Notes et références ».
Pour les articles homonymes, voir Fuseau.
Un fuseau de sommeil est un ensemble d'ondes dont la fréquence est située entre 12 et 14 hertz qui sont générées durant le stade 2 du sommeil à ondes lentes. Elles apparaissent soudainement parmi les ondes plus lentes, durant une période de 100 à 1500 millisecondes[réf. nécessaire]. 
La polysomnographie permet d'observer que les fuseaux se manifestent notamment durant le sommeil léger[réf. nécessaire].